# Сарколема

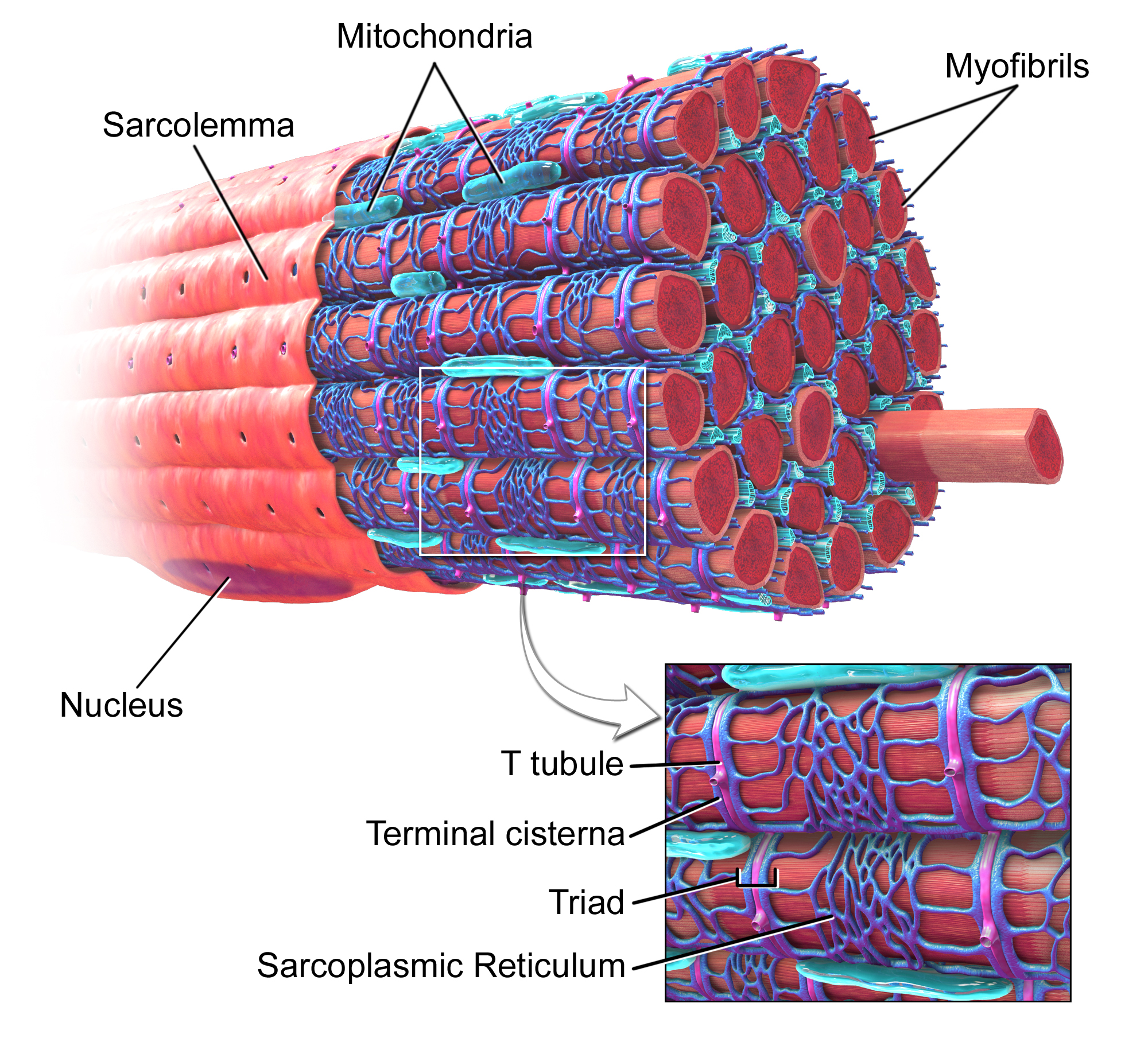

Сарколема (гр., м'ясо, плоть і шкірка) — оболонка, що оточує поперечносмугасте м'язове волокно, сприяє його скороченню, а також виконує захисну функцію. Це дуже тонка, двошарова, прозора та еластична мембрана. Шари сарколеми розділені світлим проміжком завширшки 14 — 24 нм. Зовнішній шар (базальний) складається з колагенових, еластинових волокон, ретикулів; внутрішній (плазматичний) є мембраною товщиною 0,1 мкм.
Сарколема має вибіркову проникність. Крізь неї проходять молекули вуглеводів, амінокислот, білків, жирних кислот і здійснюється обмін речовин між волокном і плазмою крові, що його оточує.
| Гломерулярна тканина нирок | Це незавершена стаття з гістології. Ви можете допомогти проєкту, виправивши або дописавши її. |